# Lutreolina massoia
Lutreolina massoia är ett däggdjur i familjen pungråttor som förekommer i Sydamerika. Artepitetet hedrar zoologen Elio Massoia från Argentina som ökade kunskapen om mångfalden av sydamerikanska däggdjur.
Vuxna individer är med en kroppslängd (huvud och bål) av 397 till 494 mm, en svanslängd av 209 till 255 mm och en vikt av cirka 285 g inte lika stor som exemplar av den andra arten i samma släkte (tjocksvansad pungråtta). Pälsen har på ovansidan och på nästan hela huvudet en olivbrun färg och ansiktet är från ögonen till nosen mörk askgrå. Undersidans päls är kanelbrun med orange nyanser. Denna färg sträcker sig fram till strupen och till kinderna. De avrundade öronen är täckta av korta bruna hår. Hos Lutreolina massoia når morrhåren fram till öronen när de böjs bakåt. Jämförd med andra delar av frambenen har tassarnas ovansida en mörkare färg. Den del av svansen som ligger närmast bålen är täckt av långa olivbruna hår. Sedan följer ett avsnitt med korta svartbruna hår och svansspetsen är orange.
Artens utbredningsområde ligger vid östra sidan av Anderna i södra Bolivia och norra Argentina. Denna pungråtta vistas där mellan 400 och 2000 meter över havet. Lutreolina massoia lever i skogar och i gräsmarker (växtzonen Yungas). Den hittas ofta nära vattendrag eller i regioner som ofta översvämmas som sumpmarker och områden som liknar marskland.
Individerna är aktiva under skymningen, under natten eller under gryningen. De besöker ofta vattnet och de har främst fiskar och ryggradslösa djur som föda som kompletteras med fågelägg och frukter. Arten har bra sim- och klättringsförmåga.
Beståndet hotas av landskapsförändringar som skogarnas omvandling till jordbruksmark. Lutreolina massoia är allmänt sällsynt men i lämpliga områden kan den vara talrik. IUCN listar arten som livskraftig (LC).